# Muzeum Motoryzacji i Techniki w Białymstoku
Muzeum Motoryzacji i Techniki – muzeum w Białymstoku powstałe z inicjatywy Stowarzyszenia Miłośników Starej Motoryzacji i Techniki „Moto Retro”. Jego siedzibą jest dawny magazyn wojskowy położony na obrzeżach centrum, w kompleksie powojskowym przy ul. Węglowej (obiekt nr 34, ul. Węglowa 8). Na tym terenie odbywają się zloty i spotkania kolekcjonerów pojazdów zabytkowych, pokazy dynamiczne oraz wystawy i ekspozycje motoryzacyjne.
Muzeum zajmuje część górnej kondygnacji byłego wojskowego garażu (wybudowanego w 1988 r.) o powierzchni 800 m², w której mieści się również Skatepark Węglowa, a także całą dolną kondygnację, gdzie znajdują się warsztaty i zaplecze techniczne.

## Eksponaty
- Motocykle z lat 1920-1981.
- Samochody z lat 1930-1981 oraz prototypy, między innymi:
  - Fiat 1100 z 1939 roku,
  - Warszawa M-20,
  - Prototyp Fiata 126p 650NP z silnikiem z przodu.
- Zabytkowe rowery.
- Eksponaty dawnej komunikacji miejskiej, kolejnictwa oraz pożarnictwa.
- Rekonstrukcje militarne.
- Militaria.
- Zabytkowe radioodbiorniki oraz sprzęt TV i łącznościowy.